# Аль-Азиз Биллах
Абу Мансур Низар ибн Маадд аль-Азиз Биллах (или Аль-Азиз, араб. أبو منصور نزار العزيز بالله‎; 955—996) — пятый халиф Фатимидского халифата, правивший с 975 по 996 год.

## Биография
Абу Мансур Низар аль-Азиз взошел на престол после смерти своего отца аль-Муизза и благодаря смерти своего старшего брата Абдаллаха. Поддержку аль-Азизу оказал лучший фатимидский генерал Джаухар ас-Сакали. При аль-Азизе империя Фатимидов простиралась вплоть до Палестины и Сирии (с 977/978). Мекка и Медина также признали сюзеренитет Фатимидов.
Царствование аль-Азиза было, прежде всего, значимо для укрепления власти Фатимидов в недавно завоеванных Египте и Сирии. В 975 году аль-Азиз взял под свой контроль Банияс в попытке подчинить антифатимидские силы во главе с суннитом Мухаммедом бен Ахмадом аль-Наблуси. В Палестине в 982 году было разгромлено бедуинское племя тай во главе с Муффариджем ибн аль-Джарра, а через год был, наконец, покорен Дамаск. К концу своего правления аль-Азиз стремился расширить свою власть на Северную Сирию, рассчитывая покорить столицу Хамданидов Алеппо. Вассальные отношения Хамданидов по отношению к византийцам привели к началу войны Фатимидов с Константинополем, которая продолжалась до 1021 года.
Ещё одним заметным событием в ходе правления аль-Азиза было формирование армий из иностранных пленников. Пока берберские войска из Магриба успешно действовали в войнах против карматов в Сирии, Аль-Азиз начал формировать подразделения из турецких рабов-солдат — мамлюков.
Через расширение бюрократии (в которой приобрели важные посты многие евреи и христиане) были заложены основы могущества последующих халифов. Однако назначение еврейского губернатора в Сирии и Палестине привело к недовольству мусульманских подданных, которые утверждали, что они были вытеснены с важных должностей.
Египетская экономика также росла, налоговые поступления ширились за счет создания стабильной валюты. Вообще экономическое благосостояние было позволило вести масштабную строительную программу.
Царствование аль-Азиза имело также культурное значение. Его великий визирь Якуб ибн Киллис (979—991) основал Университет Аль-Азхар в Каире (988), который впоследствии стал важнейшим центром обучения в исламском мире. Также была построена библиотека на 200 000 томов.
Аль-Азиз умер 13 октября 996 года. Его сын аль-Хаким би-Амриллах (996—1021) сменил его на посту халифа.